# Shuswap-Revelstoke (circonscription britanno-colombienne)
Pour les articles homonymes, voir Shuswap (homonymie) et Revelstoke.
Circonscription électorale provinciale du Canada
Shuswap-Revelstoke est une ancienne circonscription provinciale de la Colombie-Britannique représentée à l'Assemblée législative de la Colombie-Britannique de 1979 à 1991.

## Géographie
Le secteur est actuellement représenté par la circonscription de Columbia River-Revelstoke.

## Liste des députés
| Législature                                                 | Années                                                      | Député                                                      | Député                                                      | Parti                                                       |
| Shuswap-Revelstoke                                          | Shuswap-Revelstoke                                          | Shuswap-Revelstoke                                          | Shuswap-Revelstoke                                          | Shuswap-Revelstoke                                          |
| Nouvelle circonscription, voir Shuswap et Revelstoke-Slocan | Nouvelle circonscription, voir Shuswap et Revelstoke-Slocan | Nouvelle circonscription, voir Shuswap et Revelstoke-Slocan | Nouvelle circonscription, voir Shuswap et Revelstoke-Slocan | Nouvelle circonscription, voir Shuswap et Revelstoke-Slocan |
| ----------------------------------------------------------- | ----------------------------------------------------------- | ----------------------------------------------------------- | ----------------------------------------------------------- | ----------------------------------------------------------- |
| 31e                                                         | 1979–1983                                                   |                                                             | William Stewart King                                        | Néo-démocrate                                               |
| 32e                                                         | 1983–1986                                                   |                                                             | Cliff Michael                                               | Créditiste                                                  |
| 33e                                                         | 1986–1991                                                   |                                                             | Cliff Michael                                               | Créditiste                                                  |
| Circonscription abolie, voir Shuswap                        |                                                             |                                                             |                                                             |                                                             |